# Pierre Grecias
Pierre Grécias (né en 1953) est professeur en classe préparatoire en PC* au lycée Thiers, à Marseille, depuis septembre 1997. En tant qu'auteur et directeur de collection, il a écrit des ouvrages de référence pour l'enseignement de la chimie en premier cycle universitaire et classes préparatoires.

## Biographie
Ancien élève de l'École normale supérieure de l'enseignement technique (Cachan, promotion 1972), agrégé de Sciences Physiques (1975), il entame une thèse en chimie analytique (laboratoire de Trémillon, Chimie Paris). Sa nomination en prépa Véto au lycée Marcelin-Berthelot, à Saint-Maur l'empêche de soutenir sa thèse. Il occupe ensuite plusieurs postes successivement en prépa spé P de 1982 à 1985 (lycée Raspail, Paris), en bio spé de 1985 à 1990 (lycée Thiers, Marseille), puis dans ce même lycée en spé PC jusqu'en 1997 et en spé PC* jusqu'à 2018.
Il a également participé au jury des concours de Géol Nancy puis de l'ESIM entre 1985 et 2000, à la préparation à l'agrégation interne de chimie à l'université d'Aix-Marseille entre 1989 et 1992, et est responsable du centre de préparation aux Olympiades Internationales de Chimie depuis 1999.
Il a été nommé pour « services rendus à l’Éducation nationale » Chevalier dans l’Ordre des Palmes Académiques le 1er octobre 2004
Il a en tant qu'auteur et directeur de collection rédigé plus de trente ouvrages dans les collections « Bio-Veto » (de 1988 à 2000), « Sciences physiques » (1995-2002), et plus récemment « Références Prépa » depuis 2003. Il fut en outre collègue, co-auteur, et ancien élève de René Didier.